# Шемсірухсар Хатун
Шемсірухсар Хатун (тур. Şemsiruhsar Sultan; бл. 1570 —  бл. 1613, Стамбул, Османська імперія) — наложниця османського султана Мурада III.

## Біографія
Невідомо нічого про походження Шемсірухсар. У гаремних документах вона значиться як дочка Абд-уль-Гаффар. У ранньому віці потрапила в гарем султана Мурада III і згодом стала однією з його улюблених наложниць. Достовірно відомо про одну дитину Шемсірухсар — дочку Рукіє. Шемсірухсар померла приблизно в 1613 році в Стамбулі.
Шемсірухсар, як і інші дружини султанів, займалася благодійністю. Зокрема, вона створила фонд читців Корану в Медині.